# メイズ・ランナー (映画)
『メイズ・ランナー』（原題：The Maze Runner）は、ジェームズ・ダシュナーが2009年に執筆した同名小説をもとにして、本作が監督デビュー作となるウェス・ボールが2014年に製作したアメリカ合衆国のディストピアSF映画。

## 概要
本作は映画『メイズ・ランナー』シリーズの第1弾で、エレン・ゴールドスミス＝ヴァインやウィク・ゴッドフリー、マーティ・ボーエン、リー・ストールマンを製作陣に迎え、ノア・オッペンハイムやグラント・ピアース・マイヤー、T・S・ノーリンが脚本を担当している。主演はディラン・オブライエンで、共演はカヤ・スコデラリオやアムル・アミーン、トーマス・ブロディ＝サングスター、キー・ホン・リー、ウィル・ポールター、パトリシア・クラークソン。
物語は、オブライエン演じる16歳のトーマスが、自分が何者なのかの記憶がないまま錆びたエレベーターの中で目覚めるところから始まる。徐々に判明していく異様な空間（少年たちが「グレイド」と呼ぶ場所）の中で、他の多くの少年たちとともに社会生活を確立していくうちに、彼らの前に立ちふさがる複雑で巨大な迷路の攻略に挑むことになる。そして、刻々と変化する迷路の中から自分の道を探し出す--という筋書きとなっている。
本作の企画開発は、2011年1月に20世紀フォックスが、製作側として招いたゴッサム・グループやテンプル・ヒル・エンタテイメント、TSGエンターテインメントと共にダシュナーの小説の映画化権を購入し、キャサリン・ハードウィックが監督を務める予定で開始された。2012年、W・ボールは、似たようなトーンの『Ruin』という3Dコンピュータアニメによる短編映画を発表した後、本作の監督として起用された。W・ボールは、当初から長編映画とすることを検討していた。2013年5月13日にルイジアナ州バトンルージュで開始された主要撮影は、2013年7月12日に終了したことが公式に発表された。
本作は米国では2014年9月19日、20世紀フォックス配給で公開された。俳優陣の演技や映画全体に漂う色調が賞賛され、映画自体も好評を博した。批評家たちでさえも、他のどのヤングアダルト小説の映画化作品よりもより良い映画化であると称賛した。本作は、公開初週の週末興行収入において3,250万ドルを記録し、9月公開作としては7番目に高い興行収入となった。さらに本作は、予算3400万ドルに対し、全世界で3億4800万ドル以上の興行収入を記録した。続編の『メイズ・ランナー2: 砂漠の迷宮』は、米国で2015年9月18日に公開され、3作目にして最終作となる『メイズ・ランナー: 最期の迷宮』は、2018年1月26日に公開された。

## あらすじ
16才の少年トーマスは記憶喪失の状態でエレベーターの中で目を覚ました。上昇し、高い岩壁に囲まれた謎の草地に到着するトーマス。そこは石造りの巨大な迷路の中心部で、大勢の少年たちが暮らす閉鎖空間だった。彼らも皆、名前以外の記憶はなく、同様に送り込まれて何年も生活しているのだ。
高い壁を登ることは不可能で、周囲の迷路(Maze)を通って出口を探すしか脱出の方法はない。迷路の入り口は毎日、夜明けと共に開き、日没に閉じる。夜間には迷路のルートが変わる上に、凶暴な「グリーパー」という怪物が現れるため、夜は迷路で過ごせない。月に一度、新しい少年一名と最低限の食料などがエレベーターで送り込まれるというのが基本情報だった。
少年たちは安全な草地で生活しながら「メイズランナー」と呼ぶ運動能力の高い仲間を迷路に送り、出口を探していた。ランナーとして迷路に入り、日没近くなっても戻らないアルビーとミンホ。トーマスたちが待つ入り口近くに現れたミンホは、グリーパーに襲われたアルビーを必死に引きずっていた。扉が閉まり始めてもアルビーを見捨てないミンホを見て、思わず迷路に駆け込むトーマス。 
グリーパーの現れる夜の迷路で過ごすトーマスたち。壁が動いてルートが変わる中、グリーパーが襲って来た。動く壁の間にグリーパーを誘い込んで挟み、押し潰すトーマス。
初めてグリーパーを倒し、生還した者として仲間の信頼を得るトーマス。そこへ月に一度のルールを破ってエレベーターが少女テレサを運んで来た。記憶喪失のテレサは「彼女で最後」というメモと、WCKDと文字が記された注射器を持っていた。
グリーパーの毒で死にかけているアルビーに一か八かで注射を打ち、回復させるトーマス。しかし、夜になっても閉じない扉からグリーパーが現れ、仲間の多くと共にアルビーも殺された。 
意識が戻った時のアルビーは記憶を取り戻している様子だった。毒にあたることがヒントだと気づき、倒したグリーパーの毒針を自らに刺すトーマス。テレサが打った注射によって回復したトーマスは僅かながら記憶が戻り、自分とテレサがWCKDという組織の一員で、少年たちを迷路に送り込む側だったことを思い出した。 
草地を離れようとしない一部の少年たちを残して、出口を求め迷路に入るトーマスと仲間たち。 グリーパーの群れをかわして進んだ一行は、銃撃戦で死んだ研究者や兵士が散乱する研究施設に辿り着いた。映像でトーマスたちに語りかけるエヴァ・ペイジと名乗る女性研究員。
地球は太陽熱で焼かれ、謎のウイルスも蔓延して壊滅状態にある。ウイルスに感染しない子供たちが生まれ、無事でいる理由を探る為の実験が「迷路」だったと語るエヴァ・ペイジ。 トーマスたちは「実験体」だったのだ。 
現れた兵士らに囚われ、軍用ヘリコプターで運ばれるトーマスたち。それを見送るエヴァ・ペイジは「実験は第二段会だ」と不敵な笑みを浮かべた。 

## キャスト
※括弧内は日本語吹替
トーマス
演 - ディラン・オブライエン（畠中祐）
"グレイド（the Glade）"に送られた最後の男性。
ギャリー
演 - ウィル・ポールター（浪川大輔）
大工たち（物作りを担当する）のリーダー
テレサ
演 - カヤ・スコデラリオ（能登麻美子）
“グレイド”に送られた人間のなかで唯一の女性で、最後のグレイダー（グレイドでコミュニティを形成している人たち）。
ニュート
演 - トーマス・ブロディ＝サングスター（山下大輝）
グレイダーの副リーダー
アルビー
演 - アムル・アミーン（松田健一郎）
グレイダーのリーダーで、最初にグレイドに送られた人物
ミンホ
演 - キー・ホン・リー（井上剛）
ランナーたち（迷路の構造を調べる）のリーダー
チャック
演 - ブレイク・クーパー（村瀬歩）
トーマスが来るまでは一番「グレイド」での経験が浅く、少年たちの間でも一番若い
エヴァ・ペイジ
演 - パトリシア・クラークソン（榊原良子）
WCKDを率いる女性。
フライパン
演 - デクスター・ダーデン
調理係
ジェフ
演 - ジェイコブ・ラティモア
医療チームの一人
ベン
演 - クリス・シェフィールド
ランナーの一人
Zart
演 - ジョー・アドラー
クリント
演 - Randall D. Cunningham
医療チームの一人
ウィンストン
演 - Alexander Flores
肉を捌く係
覆面の男
演 - ドン・マクマナス
グレイダーたちを助けた武装兵

## 評価

### 称賛
| 年   | 賞                                       | 部門                                                      | 候補者                                                   | 結果       | 参照  |
| ---- | ---------------------------------------- | --------------------------------------------------------- | -------------------------------------------------------- | ---------- | ----- |
| 2014 | 国際映画音楽批評家協会                   | Best Original Score for an Action/Adventure/Thriller Film | ジョン・パエザーノ                                       | ノミネート | [ 6 ] |
| 2015 | MTVムービー・アワード                    | ベスト・ブレイクスルー演技                                | ディラン・オブライエン                                   | 受賞       | [ 7 ] |
| 2015 | MTVムービー・アワード                    | ベスト・ファイト                                          | ディラン・オブライエンとウィル・ポールター               | 受賞       | [ 7 ] |
| 2015 | MTVムービー・アワード                    | ベスト・ヒーロー                                          | ディラン・オブライエン                                   | 受賞       | [ 7 ] |
| 2015 | MTVムービー・アワード                    | ベスト恐怖演技                                            | ディラン・オブライエン                                   | ノミネート | [ 7 ] |
| 2015 | ティーン・チョイス・アワード             | Choice Movie: Action/Adventure                            | The Maze Runner                                          | ノミネート | [ 8 ] |
| 2015 | ティーン・チョイス・アワード             | Choice Movie: Breakout Star                               | トーマス・ブロディ＝サングスター                         | ノミネート | [ 8 ] |
| 2015 | ティーン・チョイス・アワード             | Choice Movie: Chemistry                                   | ディラン・オブライエンとトーマス・ブロディ＝サングスター | ノミネート | [ 8 ] |
| 2015 | ティーン・チョイス・アワード             | Choice Movie Actor: Action/Adventure                      | ディラン・オブライエン                                   | ノミネート | [ 8 ] |
| 2015 | ティーン・チョイス・アワード             | Choice Movie Actress: Action/Adventure                    | カヤ・スコデラリオ                                       | ノミネート | [ 8 ] |
| 2016 | ニコロデオン・キッズ・チョイス・アワード | Favorite Book                                             | ジェームズ・ダシュナー                                   | ノミネート | [ 9 ] |

## 続編
原作小説が三部作であるため、映画も三部作構想となっている。小説2作目『メイズ・ランナー 2 砂漠の迷宮』を原作とする映画2作目『メイズ・ランナー2: 砂漠の迷宮』(原題：Maze Runner: The Scorch Trials)は、北米で2015年9月18日に、日本では同年10月23日に公開された。小説3作目『メイズ・ランナー 3 最期の迷宮』を原作とする映画3作目『メイズ・ランナー: 最期の迷宮』(原題：Maze Runner: The Death Cure)は、北米で2018年1月26日に、日本では同年6月15日に公開され、映画シリーズは完結した。